# Ордази
Ордази́ (каз. Ордазы) — село у складі Кармакшинського району Кизилординської області Казахстану. Входить до складу Жосалинського сільського округу.
У радянські часи село називалось Урдази.
Населення — 6 осіб (2021; 20 у 2009, 23 у 1999).